# イザルコ川
イザルコ川（イザルコかわ、イタリア語: Isarco）は、イタリアのアルト・アディジェ地方を流れる川である。

## 流路
オーストリアとの国境にあるブレンネロ峠付近に源を発し、イザルコ渓谷（Vall'Isarco）を南西へ流れる。ヴィピテーノ付近で南東に転じ、ブレッサノーネでリエンツァ川を合わせる。南西に向きを変えキューザを流れ、ボルツァーノでタルヴェーラ川を合わせ、ボルツァーノ郊外でアディジェ川に合流する。

## 支流
下流より記載
- タルヴェーラ川
- リエンツァ川